# 大武崙
大武崙（巴賽語：Tapurun），是台灣基隆市的一個地名，位於安樂區北部，涵蓋範圍大致包括內寮里、中崙里、新崙里、武崙里，和外寮里東北部、興寮里的西北半部，其中主要是以基金一路至基金三路（台2線；基金公路）向外延伸。

## 地名
「大武崙」這個地名，是由早年居住在此的平埔族巴賽族而來，當時巴賽族就居住在今日大武崙一帶，而「崙」在閩南移民用語中乃指「有圓頂的小山」。

## 歷史
台灣清治末期，大武崙地區為一街庄，稱為「大武崙庄」，隸於基隆堡。該庄東北邊北段臨海，中南段與大竿林庄、蚵殼港庄為鄰，牛稠港庄為鄰，東南與鶯歌石庄為鄰，西南邊為瑪陵坑庄，西北邊為中萬里加投庄。
1901年（日治明治三十四年）11月，該庄隸屬於基隆廳，編入第二區。1905年（明治三十八年）7月，第一區、第二區合併為「基隆區」。1920年（大正九年），該庄改制為「大武崙」大字，隸屬於臺北州基隆郡基隆街。1924年（大正十三年）10月，基隆街升格為州轄基隆市。1931年（昭和六年）基隆市實施「町名改正」，本地區仍維持大字。
戰後基隆市改制為省轄市，本地區編入第四區，大字改制為里，設有內寮里、外寮里及中崙里。1946年，第四區改稱安樂區，本地區仍屬之。1986年，外寮里劃分出新崙里。2007年，外寮里再劃分出興竂里，並沿用至今。

## 地理
大武崙早年就地荒僻，人煙稀少，後來一直至有了大武崙工業區、新山水庫、情人湖風景區、大武崙砲台、澳底漁港等設施，工商業逐漸發達，人口聚集，時至今日已成為基隆市的一個大地區，也有包括國光客運、基隆市公車、基隆客運行經此地段，而基隆長庚醫院的情人湖院區也座落在大武崙境內，現有為數眾多的商家在此，包括多家大賣場、連鎖商店便利商店、市場、黃昏市場、生鮮超市、診所、早餐店、小吃店、火鍋店等。
大武崙的廣域範圍還包括大武崙砲台及附近的情人湖，這兩個地方皆為大武崙著名的名勝古蹟。

## 近年建設
大武崙是基隆市政府積極發展觀光的建設重點。市政府籌劃數年，終於將外木山漁港與大武崙澳仔漁村的產業道路擴建為環海道路(擴建安中產業道路土地由高姓地主等人無償撥用)。此道路西接萬里，東與文化路、復興路、德安路連接二條快速道路進入基隆市及台北市區。其中大武崙砲台登山步道、魚路古道，形成新興的賞海森林區。長達3公里的環海道路取重人文自然，命名為「湖海路」。地方人士無不欣喜，真有「湖海洗我胸襟」之感慨(註)。民國96年9月並立石命名為「情人湖濱海大道」兼有壯海巗山的雄濶和湖濱森林的浪漫。路旁興建自行車及人行步道，可直達澳底沙灘，夏日遊人沙灘戲水漫步其上，遠觀基隆嶼和來往輪船，聆聽海濤拍岸及街頭藝人的合音。這不僅是基隆人的幸福，也已成為台北市最近的觀海賞景地點。
2009年起基隆市政府在大武崙澳底沙灘舉辦"夏之戀沙灘音樂祭"更有上萬名民眾擠進會場。今後更期待基隆市政府再接再厲，結合當地市民農業和漁業生活的資源，清理大武崙區沿線雜亂佔用騎樓之商家街廓，整齊招牌，促進電線桿地下化，讓本區發展為更精緻、更安全、更高品質的觀光生活休閒區。

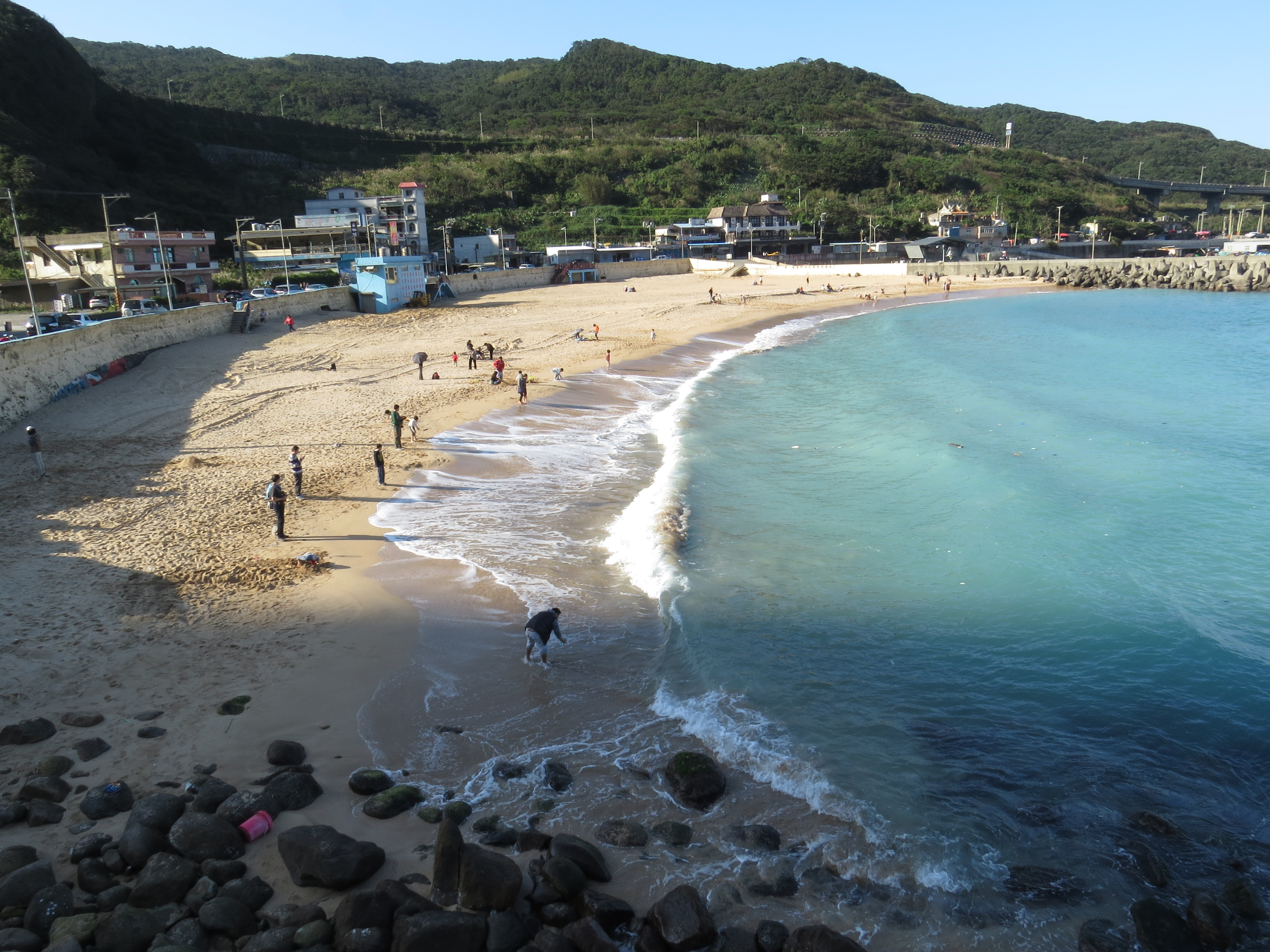
大武崙澳底沙灘，雖闢為觀光勝地，但為危險水域應避免涉水。

## 精華地段
- 武嶺街
- 基金一路
- 大武崙工業區

## 名勝古蹟
- 石皮瀨
- 大武崙漁港（澳底漁港）
- 大武崙白沙灘
- 情人湖
- 大武崙砲台